# Zeitzeugen im Gespräch
Zeitzeugen im Gespräch ist eine Interviewreihe des Deutschlandfunks. Die knapp 45-minütige Sendung wird monatlich ausgestrahlt und präsentiert in Interviewform Zeitzeugen, die sich zu geschichtlichen Ereignissen äußern. Die jeweiligen Zeitzeugen sprechen über diese Ereignisse, da sie in der Regel mittel- oder unmittelbar daran beteiligt waren. Die Persönlichkeiten berichten von ihren eigenen politischen und persönlichen Erinnerungen und Lebenserfahrungen oder aber betrachten die Welt und Gesellschaft als Zeitzeuge.